# ABL mùa giải 2017–18
ABL mùa giải 2017-18 sẽ là mùa giải thứ bảy của sự cạnh tranh của ASEAN Basketball League. Giai đoạn 1 của mùa giải thường sẽ bắt đầu vào ngày 17 tháng 11 năm 2017 và kết thúc vào ngày 28 tháng 3 năm 2018.

## Các đội bóng
| Đội                        | Thành phố/Khu vực       | Sân nhà                    | Sức chứa |
| -------------------------- | ----------------------- | -------------------------- | -------- |
| Alab Pilipinas             | TBA                     | TBA                        |          |
| Hong Kong Eastern          | Hồng Kông               | Southorn Stadium, Wan Chai | 2,000    |
| Formosa Dreamers           | Changhua                | Changhua Stadium           |          |
| CLS Knights Surabaya       | Surabaya                | GOR Kertajaya Surabaya     | 3,000    |
| Mono Vampire               | Băng Cốc                | Stadium 29                 | 5,000    |
| Nanhai Long-Lions          | Nanhai District, Foshan | Nanhai Gymnasium           |          |
| Saigon Heat                | Thành phố Hồ Chí Minh   | CIS Arena                  | 2,500    |
| Singapore Slingers         | Singapore               | OCBC Arena, Kallang        | 3,000    |
| Westports Malaysia Dragons | Kuala Lumpur            | MABA Stadium               | 2,500    |

### Huấn luyện viên
| Đội                        | Huấn luyện viên trưởng |
| -------------------------- | ---------------------- |
| Alab Pilipinas             | Jimmy Alapag           |
| CLS Knights Surabaya       | Wahyu Widayat Jati     |
| Formosa Dreamers           | TBA                    |
| Hong Kong Eastern          | Edu Torres             |
| Mono Vampire               | Douglas Clark Marty    |
| Nanhai Long-Lions          | TBA                    |
| Saigon Heat                | Kyle Julius            |
| Singapore Slingers         | Neo Beng Siang         |
| Westports Malaysia Dragons | Chris Thomas           |

## Cầu thủ nhập tịch
Sau đây là danh sách các cầu thủ nhập tịch đã chơi cho đội bóng của mình ít nhất một lần. Bên trái là cầu thủ thế giới, và ở bên phải là Cầu thủ có quốc tịch ASEAN (Đông Nam Á). Cờ chỉ quốc tịch của cầu thủ.
| Đội                        | Cầu thủ thế giới               | Cầu thủ gốc Đông Nam Á/Nhập tịch    |
| -------------------------- | ------------------------------ | ----------------------------------- |
| Alab Pilipinas             | Ivan Johnson Reggie Okosa      | Lawrence Domingo                    |
| CLS Knights Surabaya       | Duke Crews Brian Williams      | Freddie Goldstein                   |
| Formosa Dreamers           | Arron Mollet Waverly Austin    | James Forrester Charles Barratt     |
| Hong Kong Eastern          | Marcus Elliott                 | Christian Standhardinger Tyler Lamb |
| Mono Vampire               | Mike Singletary Reggie Johnson | Paul Zamar Jason Brickman           |
| Nanhai Kung Fu             | Justin Howard Anthony Tucker   | Caelan Tiongson Jonathan Bermillo   |
| Saigon Heat                | Akeem Scott Travele Jones      | David Arnold Moses Morgan           |
| Singapore Slingers         | Ryan Wright Xavier Alexander   | AJ Mandani                          |
| Westports Malaysia Dragons | Marcus Marshall Solomon Jones  | Patrick Cabahug Reil Cervantes      |

## Regular season

### Bảng xếp hạng
| VT | Đội                        | ST | T  | B  | ĐT   | ĐB   | HS   | %    | GB | Giành quyền tham dự     |
| -- | -------------------------- | -- | -- | -- | ---- | ---- | ---- | ---- | -- | ----------------------- |
| 1  | Chong Son Kung Fu          | 20 | 15 | 5  | 1864 | 1638 | +226 | ,750 | —  | Vào thắng bán kết       |
| 2  | Hong Kong Eastern          | 20 | 14 | 6  | 1949 | 1856 | +93  | ,700 | 1  | Vào thắng bán kết       |
| 3  | San Miguel Alab Pilipinas  | 20 | 14 | 6  | 1844 | 1681 | +163 | ,700 | 1  | Vượt qua tham dự tứ kết |
| 4  | Mono Vampire               | 20 | 14 | 6  | 2024 | 1957 | +67  | ,700 | 1  | Vượt qua tham dự tứ kết |
| 5  | Singapore Slingers         | 20 | 12 | 8  | 1651 | 1598 | +53  | ,600 | 3  | Vượt qua tham dự tứ kết |
| 6  | Saigon Heat                | 20 | 10 | 10 | 1963 | 1956 | +7   | ,500 | 5  | Vượt qua tham dự tứ kết |
| 7  | CLS Knights Indonesia      | 20 | 5  | 15 | 1614 | 1733 | −119 | ,250 | 10 |                         |
| 8  | Westports Malaysia Dragons | 20 | 5  | 15 | 1802 | 1974 | −172 | ,250 | 10 |                         |
| 9  | Formosa Dreamers           | 20 | 1  | 19 | 1593 | 1901 | −308 | ,050 | 14 |                         |

1. 1 2 3  Head-to-head record: Hong Kong Eastern 3–1; San Miguel Alab Pilipinas 
 2–2; Mono Vampire 1–3
2. 1 2  Head-to-head record: CLS Knights Indonesia 2–0; Westports Malaysia Dragons 0–2

### Kết quả

#### Vòng một và vòng hai
| Nhà \ Khách                | ALP    | CKF    | CLS    | FMD    | HKE      | MNV     | SGH      | SGS   | WMD       |
| -------------------------- | ------ | ------ | ------ | ------ | -------- | ------- | -------- | ----- | --------- |
| San Miguel Alab Pilipinas  | —      | 94–91* | 84–67  | 117–93 | 89–92    | 86–84   | 126–100  | 83–97 | 90–79     |
| Chong Son Kung Fu          | 92–79  | —      | 100–75 | 86–59  | 94–85    | 113–95  | 94–79    | 83–59 | 96–79     |
| CLS Knights Indonesia      | 87–92  | 83–86  | —      | 94–73  | 78–87    | 80–86   | 88–93    | 71–79 | 87–68     |
| Formosa Dreamers           | 61–78  | 77–88  | 74–105 | —      | 97–120   | 84–104  | 85–99    | 69–87 | 92–95*    |
| Hong Kong Eastern          | 99–96  | 88–76  | 104–81 | 99–79  | —        | 111–119 | 115–121* | 82–79 | 104–92    |
| Mono Vampire               | 87–114 | 105–92 | 98–85  | 93–85  | 105–112  | —       | 116–104* | 90–78 | 112–116** |
| Saigon Heat                | 87–95  | 96–93  | 114–86 | 75–80  | 118–115* | 110–94  | —        | 77–97 | 102–88    |
| Singapore Slingers         | 80–89* | 89–86  | 76–73  | 72–65  | 77–81    | 88–91   | 94–76    | —     | 90–89**   |
| Westports Malaysia Dragons | 90–89  | 81–96  | 82–92  | 84–74  | 96–110   | 90–107  | 91–87    | 85–94 | —         |

#### Vòng ba
| Nhà \ Khách                | ALP   | CKF    | CLS    | FMD    | HKE   | MNV     | SGH     | SGS   | WMD     |
| -------------------------- | ----- | ------ | ------ | ------ | ----- | ------- | ------- | ----- | ------- |
| San Miguel Alab Pilipinas  | —     |        | 101–63 |        |       |         |         | 80–90 |         |
| Chong Son Kung Fu          |       | —      |        | 108–79 | 87–76 |         |         |       |         |
| CLS Knights Indonesia      | 73–80 |        | —      |        |       |         |         | 81–92 |         |
| Formosa Dreamers           |       | 83–105 |        | —      | 91–93 |         |         |       |         |
| Hong Kong Eastern          |       | 77–88  |        | 99–93  | —     |         |         |       |         |
| Mono Vampire               |       |        |        |        |       | —       | 118–113 |       | 115–111 |
| Saigon Heat                |       |        |        |        |       | 83–97   | —       |       | 115–103 |
| Singapore Slingers         | 69–82 |        | 64–65  |        |       |         |         | —     |         |
| Westports Malaysia Dragons |       |        |        |        |       | 102–108 | 81–114  |       | —       |

## Playoffs
|  | Tứ kết | Tứ kết | Tứ kết |  |  | Bán kết | Bán kết | Bán kết |  |  | Chung kết | Chung kết | Chung kết |  |
|  |        |        |        |  |  |         |         |         |  |  |           |           |           |  |
|  |        |        |        |  |  | 1       |         |         |  |  |           |           |           |  |
|  | 3      |        |        |  |  |         |         |         |  |  |           |           |           |  |
|  | 6      |        |        |  |  |         |         |         |  |  |           |           |           |  |
|  |        |        |        |  |  |         |         |         |  |  |           |           |           |  |
|  |        |        |        |  |  | 2       |         |         |  |  |           |           |           |  |
|  | 4      |        |        |  |  |         |         |         |  |  |           |           |           |  |
|  | 5      |        |        |  |  |         |         |         |  |  |           |           |           |  |